# Slobozia (Moldavia)
Slobozia (en rumano: Slobozia; en ruso: Слободзея, romanizado: Slobodzeya; en ucraniano: Слободзея, romanizado: Slobodzeya) es una ciudad ubicada la orilla oriental de río Dniéster, parte de la parcialmente reconocida República de Transnistria, y capital del distrito homónimo, aunque de iure pertenece a Moldavia.

## Toponimia
El nombre de la ciudad proviene del rumano slobozie, que significa "colonia (pueblo) libre de impuestos".

## Geografía
Se encuentra a una altitud de 21 m sobre el nivel del mar. 

### Clima
Slobozia tiene un clima continental húmedo. 
| Parámetros climáticos promedio de Slobozia | Parámetros climáticos promedio de Slobozia | Parámetros climáticos promedio de Slobozia | Parámetros climáticos promedio de Slobozia | Parámetros climáticos promedio de Slobozia | Parámetros climáticos promedio de Slobozia | Parámetros climáticos promedio de Slobozia | Parámetros climáticos promedio de Slobozia | Parámetros climáticos promedio de Slobozia | Parámetros climáticos promedio de Slobozia | Parámetros climáticos promedio de Slobozia | Parámetros climáticos promedio de Slobozia | Parámetros climáticos promedio de Slobozia | Parámetros climáticos promedio de Slobozia |
| Mes                                        | Ene.                                       | Feb.                                       | Mar.                                       | Abr.                                       | May.                                       | Jun.                                       | Jul.                                       | Ago.                                       | Sep.                                       | Oct.                                       | Nov.                                       | Dic.                                       | Anual                                      |
| ------------------------------------------ | ------------------------------------------ | ------------------------------------------ | ------------------------------------------ | ------------------------------------------ | ------------------------------------------ | ------------------------------------------ | ------------------------------------------ | ------------------------------------------ | ------------------------------------------ | ------------------------------------------ | ------------------------------------------ | ------------------------------------------ | ------------------------------------------ |
| Temp. media (°C)                           | -2.2                                       | -1.1                                       | 2.9                                        | 10.1                                       | 16.1                                       | 19.9                                       | 21.7                                       | 21.3                                       | 16.8                                       | 11.0                                       | 5.1                                        | 0.8                                        | 10.2                                       |
| Precipitación total (mm)                   | 35                                         | 35                                         | 29                                         | 34                                         | 46                                         | 65                                         | 63                                         | 41                                         | 42                                         | 26                                         | 37                                         | 38                                         | 491                                        |
| Fuente: Climate-Data.org                   |                                            |                                            |                                            |                                            |                                            |                                            |                                            |                                            |                                            |                                            |                                            |                                            |                                            |

## Historia
| Pertenencias históricas |
| - Imperio ruso: 1793-1917 ———————————————————————————— - República rusa: 1917 ———————————————————————————— - República Popular ucraniana: 1917-1919 ———————————————————————————— - Unión Soviética: 1919-1941 - RSS de Ucrania (1919-1924) - RASS de Moldavia (1924-1940), parte de la RSS de Ucrania - RSS de Moldavia (1940-1941) - RSS de Moldavia (1944-1991) ———————————————————————————— - Reino de Rumania: 1941-1944 - Gobernación de Transnistria ———————————————————————————— - Unión Soviética: 1944-1991 - RSS de Moldavia (1944-1991) ———————————————————————————— - Moldavia (de iure)/ Transnistria (de facto): desde 1991 |

La fundación de Slobozia se remonta a finales del siglo XVII y principios del XVIII. En 1768, durante la guerra ruso-turca, Slobozia fue quemado y saqueado al igual que otros pueblos circundantes en la margen izquierda. En 1791, el pueblo se convirtió en el centro de gobierno del ejército cosaco del Mar Negro.
En 1863, Slobozia era una de las aldeas más grandes del uyezd de Tiráspol de la gobernación de Jersón del Imperio ruso. En 1907, la población se dedicaba principalmente a la viticultura, la pesca, el comercio y la agricultura. El pueblo constaba de dos partes: una rusa (Slobozia Rusească, en el sur) y otra moldava (Slobozia Moldovenească, en el norte). 
En febrero de 1920, durante la guerra civil rusa, se estableció el poder soviético en Slobozia. A finales de 1933, casi todos los campesinos estaban unidos en pequeñas granjas. Hasta 1940, Slobozia fue un pueblo de la región de Tiraspol de la República Socialista Soviética Autónoma de Moldavia. 
Durante la Segunda Guerra Mundial, Slobozia fue tomada por las tropas germano-rumanas y anexionada a la gobernación de Transnistria del reino de Rumania.
En 1958, se abolió el raión de Slobozia y se formó el raión de Tiráspol, que duró hasta 1971. Cuando se restauró el raión, la capital volvió a ser Slobozia Moldovenească. El 28 de enero de 1972, el Presidium del Sóviet Supremo de la URSS, por su decisión, unió los pueblos rusos y moldavos en Slobozia y se le dio el estatus de asentamiento de tipo urbano. El 12 de junio de 2002, por decisión del Consejo Supremo de Transnistria, Slobozia se convirtió en ciudad.

## Demografía
La evolución demográfica de Slobozia entre 1939 y 2014 fue la siguiente:
| 12 041                               | 18 748 | 16 062 | 13 236 | 14 618 |
| (Fuente: Population of Transnistria) |        |        |        |        |

Tenía una población de 18.748 en el censo de 1989 y 16.062 en el censo de 2004. Según estimación 2010 contaba con una población de 13.236 habitantes.
|              | 1939      | 1939       | 2004      | 2004       |
| Grupo étnico | Población | Porcentaje | Población | Porcentaje |
| ------------ | --------- | ---------- | --------- | ---------- |
| Moldavos     | 5286      | 43,90%     | 7315      | 45,54%     |
| Rusos        | 4908      | 40,76%     | 6507      | 40,51%     |
| Ucranianos   | 1649      | 13,69%     | 1696      | 10,56%     |
| Polacos      | 13        | 0,11%      | -         | -          |
| Búlgaros     | 25        | 0,21%      | 94        | 0,59%      |
| Bielorrusos  | -         | -          | 61        | 0,38%      |
| Gagaúzos     | -         | -          | 97        | 0,60%      |
| Alemanes     | 26        | 0,22%      | 72        | 0,45%      |
| Judíos       | 107       | 0,89%      | 3         | 0,02%      |
| Otros        | 27        | 0,22%      | 217       | 1,35%      |
| Total        | 12 041    | 100%       | 16 062    | 100%       |

## Infraestructura

### Economía
Las empresas más grandes son la pastelería Slobodzei, que suministra productos a muchos asentamientos de la región, y Slobodzei Cannery, que exporta jugos y alimentos enlatados a Rusia y Ucrania. El grueso de la población se dedica a actividades no productivas (en el sector servicios), así como a la agricultura. La mayor parte del parque de viviendas son casas privadas, el centro está construido con edificios de gran altura. Hay un área de recreación cerca del río Dniéster.

### Educación
Hay 4 escuelas en la ciudad: 3 escuelas secundarias (una moldava y dos rusas) y una escuela rusa de educación incompleta.

## Galería

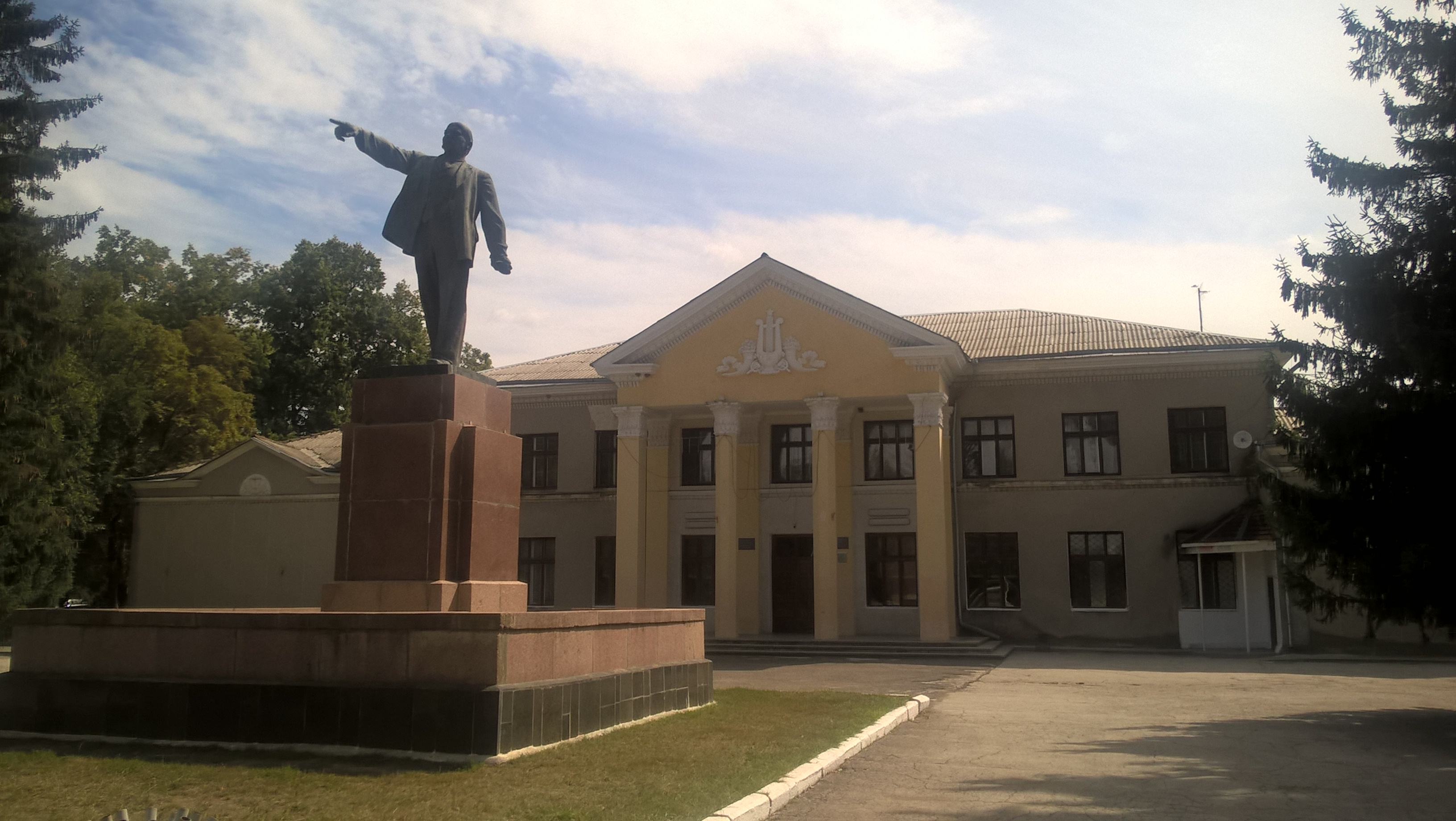
Casa de la cultura de Slobozia
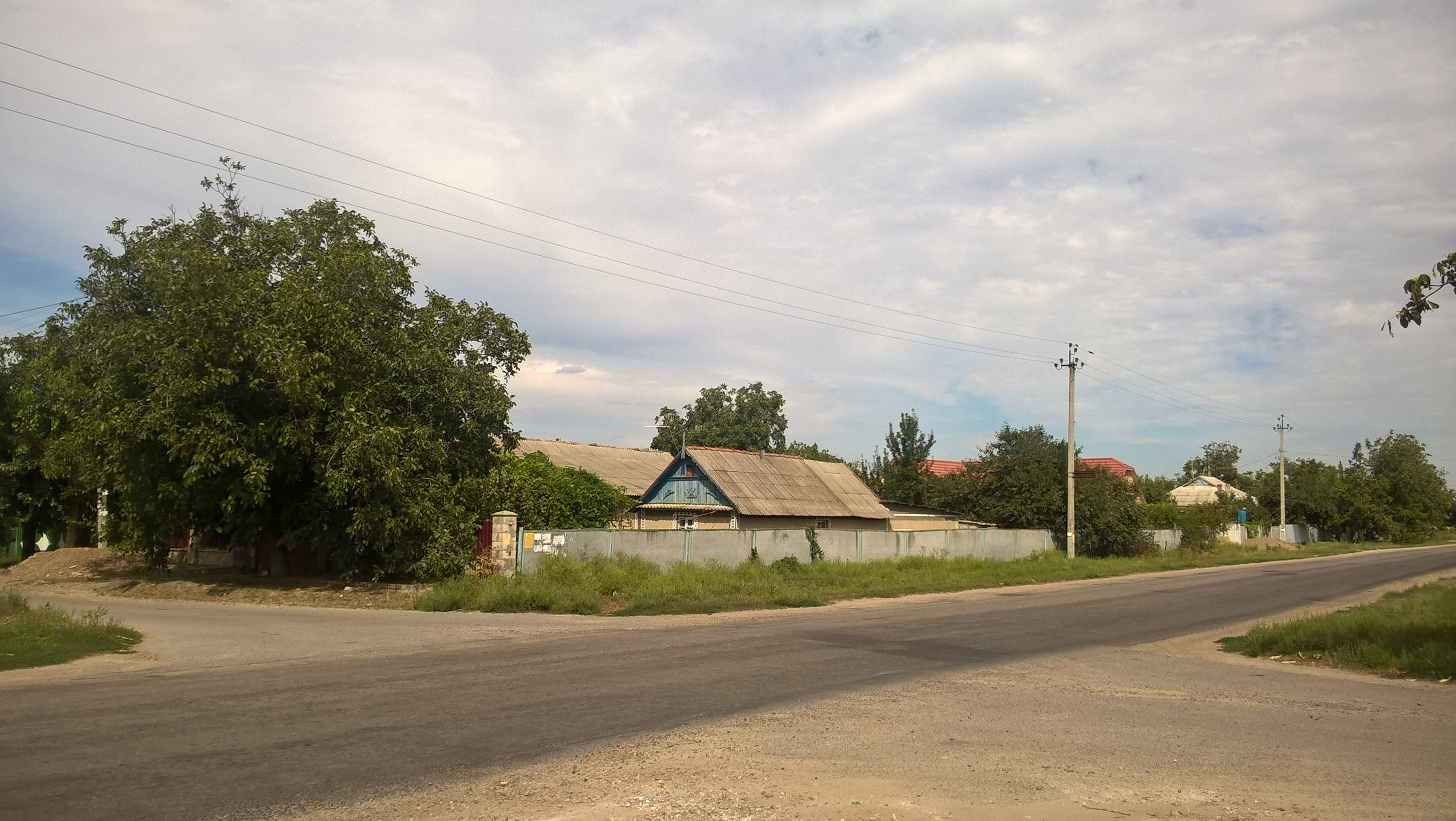
Casas en Slobozia
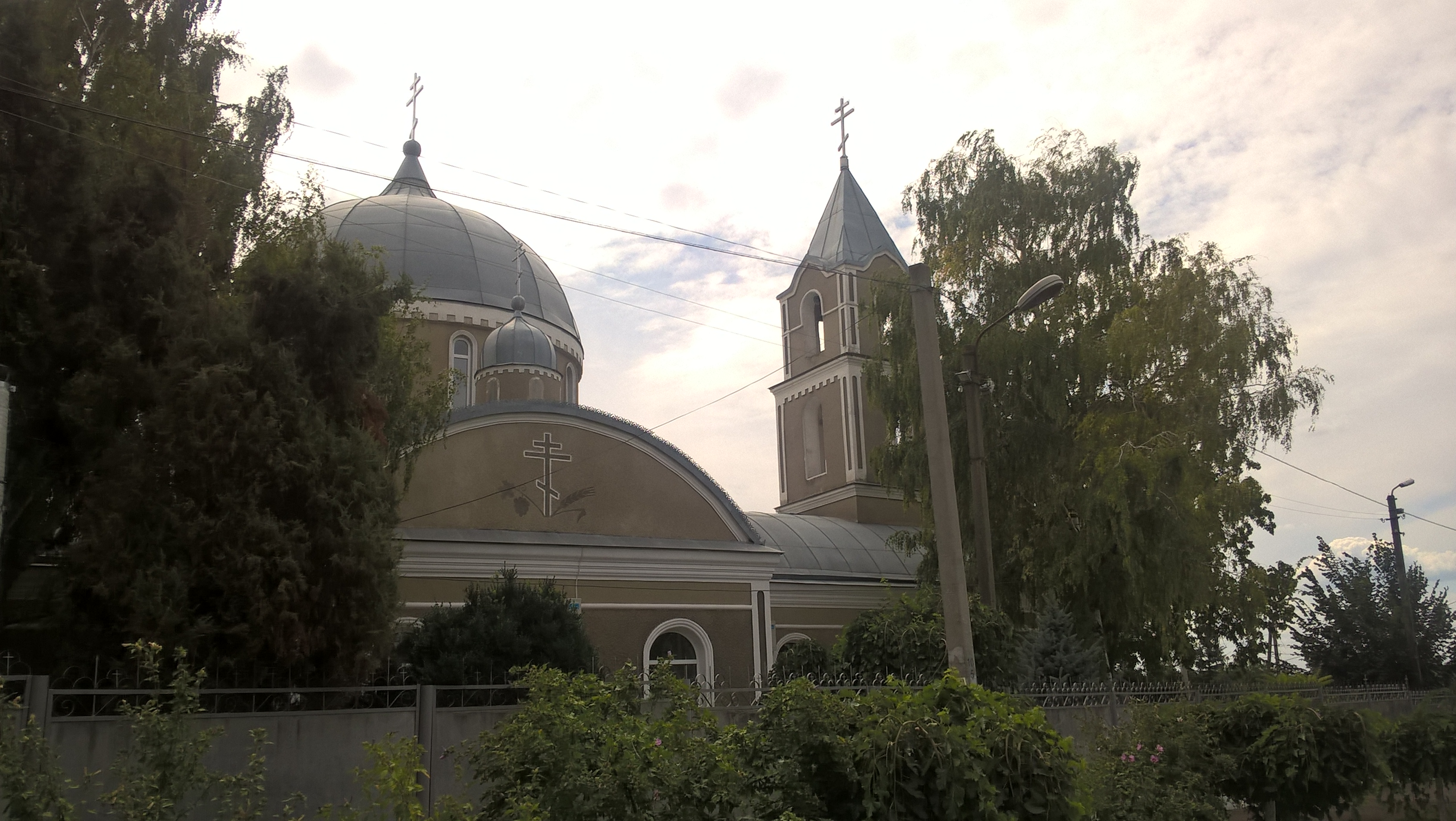
Iglesia de Slobozia

## Personajes ilustres
- Petru Bogatu (1951-2020): periodista, ensayista, analista político y escritor moldavo, profesor de la Universidad Estatal de Moldavia en la Facultad de Periodismo y Ciencias de la Comunicación.
- Vladimir Țurcan (1954): político moldavo y miembro del Parlamento de Moldavia desde 2009, presidente de la Corte Constitucional de Moldavia desde 2019.